# Ephemerella atagosana
Ephemerella atagosana is een haft uit de familie Ephemerellidae. De wetenschappelijke naam van de soort is voor het eerst geldig gepubliceerd in 1937 door Imanishi.
De soort komt voor in het Palearctisch gebied.